# Modeste Proposition

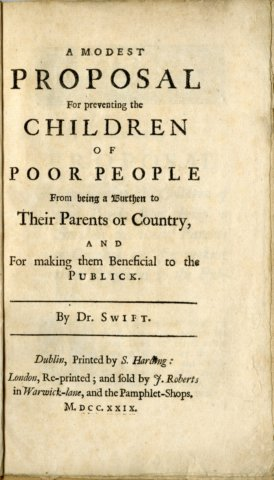
Édition de 1729.

Modeste proposition : pour éviter que les enfants des pauvres ne soient une charge pour leurs parents ou leur pays, et pour les rendre utiles au public (titre original : A Modest Proposal: For Preventing the Children of Poor People from Being a Burthen to Their Parents or Country, and for Making Them Beneficial to the Publick), plus communément intitulé Modeste Proposition, est un pamphlet publié par Jonathan Swift en 1729.

## Description
Ce texte est un discours argumentatif utilisant implicitement l’ironie. L’auteur propose en effet de réduire la misère et la surpopulation qui touchent l'Irlande du XVIIIe siècle en se servant des nourrissons comme source d’alimentation (pour les plus riches, consommateurs de viande). Il affirme ainsi que :

« En supposant que mille familles de cette ville deviennent des acheteurs réguliers de viande de nourrisson, sans parler de ceux qui pourraient en consommer à l’occasion d’agapes familiales, mariages et baptêmes en particulier, j’ai calculé que Dublin offrirait un débouché annuel d’environ vingt mille pièces. »

De leur côté, les mères les plus pauvres, accablées d'enfants, seraient soulagées de leur misère : sitôt sevrés, leurs enfants deviendraient une source de revenus. 
L’auteur dresse dans ce texte un réquisitoire contre les riches Anglais et brosse une critique féroce de la situation sociale de son pays.
Ce texte a été désigné comme « pierre angulaire de l'humour noir » par Isaac Asimov et figure au premier chapitre de l'Anthologie de l'humour noir d'André Breton, selon lequel « tout désigne [Swift] comme le véritable initiateur ».

## Organisation du pamphlet
Swift reprend le ton et le style des traités économiques pour en faire une sorte de parodie satirique. Le pamphlet est organisé de manière logique et argumentée, et rédigé comme un véritable traité. Swift décrit d’abord les problèmes sociaux en Irlande en donnant des exemples précis, puis propose des arguments en faveur de sa proposition.
À l'époque,  de nombreux écrits, traités économiques et pamphlets sont rédigés pour trouver des solutions aux problèmes de l'Irlande, Swift en avait d’ailleurs lui-même rédigé : on peut notamment citer A Proposal for the universal Use of Irish Manufacture, écrit en 1720, dans lequel il propose de consommer uniquement des produits irlandais.

## Cibles de la satire
- La domination anglaise en Irlande qui a conduit à une situation économique désastreuse ;
- Les Irlandais présentés comme paresseux et appelés « sauvages » en opposition aux « colons » anglais ;
- Les économistes de cette époque qui avaient tendance à relancer l'économie au détriment du peuple irlandais ;
- Les propriétaires terriens peu scrupuleux.

## Adaptations

### Au cinéma
- Proposition de manger les enfants, de Brice Reveney, avec Jean-Claude Dreyfus (1999)[1].

### En écrit
- Modeste proposition pour garantir la sécurité d'Israël et le bien-être des Palestiniens en attendant la paix qui s'ensuivra peut-être de Jean-Olivier Héron.

### Au théâtre
- Modeste proposition concernant les enfants des classes pauvres et autres pensées sur divers sujets moraux et divertissants, adaptation et interprétation de David Gabison, mise en scène de François Rancillac, La Comédie de Saint-Etienne et Théâtre de l'Aquarium, 2005[2].

- Modestes propositions (pour remédier à la trop forte croissance de la population mondiale) d’Agnès Larroque, écrite d’après diverses autres œuvres de scientifiques ou philosophes tels Platon, Thomas Robert Malthus, Darwin, etc.[3].

## Éditions
- Modeste proposition, traduit par Léon de Wailly (1859), en ligne sur Wikisource.
- Modeste proposition, postface de Gilles Tordjman, Mille et une nuits, 1995.